# Taraxacum kok-saghyz
Espèce
Taraxacum kok-saghyz, le pissenlit de Russie, est une espèce de plantes à fleurs dicotylédones de la famille des Asteraceae (Compositeae), de la sous-famille des Cichorioideae, originaire d'Asie centrale. C'est une plante herbacée vivace au système racinaire pivotant, qui produit un latex de haute qualité. La plante a été utilisée en Russie pendant la Seconde Guerre mondiale pour produire du caoutchouc.

## Synonymes
Selon BioLib (3 novembre 2019) :
- Taraxacum bicorne Boiss.
- Taraxacum brevicorniculatum Korol.[1]
- Taraxacum koksaghyz (mal orthographié)